# 金兹堡-朗道方程
金兹堡-朗道方程，或金兹堡-朗道理论，是由维塔利·金兹堡和列夫·朗道在1950年提出的一个描述超导现象的理论。早期的金兹堡-朗道方程只是一个唯象的数学模型，从宏观的角度描述了第一类超导体。1957年，苏联物理学家阿列克谢·阿布里科索夫基于金兹堡-朗道理论提出了第二类超导体的概念。1959年，列夫·戈尔科夫结合BCS理论，从微观角度严格证明了金兹堡-朗道理论是BCS理论的一种极限情况。为了表彰金兹堡和阿布里科索夫对超导理论的贡献，他们与研究超流理论的安东尼·莱格特共同获得了2003年的诺贝尔物理学奖。

## 理论
金兹堡－朗道方程是由金兹堡和朗道在朗道的二级相变理论的基础上提出的。他们断言超导态可以通过一个复序参量（complex order parameter）ψ(r) 来表征。这个形似波函数的序参量测量的是超导体在低于超导转变温度Tc时的超导有序度（"degree of superconducting order"），在BCS理论的框架中可以视为描述库柏对质量中心位置的单粒子波函数。在临界相变点附近，超导体的自由能密度 {\displaystyle f} 可被展开为如下形式：
{\displaystyle f=f_{n0}+\alpha |\psi |^{2}+{\frac {\beta }{2}}|\psi |^{4}+{\frac {1}{2m^{*}}}\left|\left({\frac {\hbar }{i}}\nabla -{\frac {e^{*}}{c}}\mathbf {A} \right)\psi \right|^{2}+{\frac {H^{2}}{8\pi }}}
若 {\displaystyle \psi =0}，则上式化为常态下的自由能 {\displaystyle f_{n0}+{\frac {h^{2}}{8\pi }}}。{\displaystyle m^{*}}表示有效质量，{\displaystyle e^{*}}表示有效电荷，A 是磁矢势，{\displaystyle H}为磁场强度。在后续的实验中，人们发现 {\displaystyle e^{*}\approx 2{\mathit {e}}}（{\displaystyle {\mathit {e}}} 为基本电荷）。
当自由能取极小值时可得金兹堡-朗道方程：
 {\displaystyle \alpha \psi +\beta |\psi |^{2}\psi +{\frac {1}{2m^{*}}}\left({\frac {\hbar }{i}}\nabla -{\frac {e^{*}}{c}}\mathbf {A} \right)^{2}\psi =0}
由 {\displaystyle \mathbf {J} ={\frac {c}{4\pi }}{\boldsymbol {\nabla }}\times \mathbf {H} }，可推导出电流密度
{\displaystyle \mathbf {J} ={\frac {e^{*}}{m^{*}}}\left|\psi \right|^{2}\left(\hbar \nabla \varphi -{\frac {e^{*}}{c}}\mathbf {A} \right)}

## 分析
如果不考虑金兹堡－朗道方程中的磁场与梯度项，方程可化为：
{\displaystyle f_{s}-f_{n}=\alpha |\psi |^{2}+{\frac {1}{2}}\beta |\psi |^{4}}
由于 {\displaystyle \beta >0} ，当 {\displaystyle \alpha >0} 时，自由能的最小值出现在 {\displaystyle |\psi |^{2}=0}，对应着非超导的普通状态。当 {\displaystyle \alpha <0} 时，自由能的最小值出现在 {\displaystyle |\psi |^{2}=-{\frac {\alpha }{\beta }}=|\psi _{\infty }|^{2}}；之所以被记为 {\displaystyle |\psi _{\infty }|^{2}}，是因为 {\displaystyle \psi } 是在超导体内部“无穷深”处取得的这一函数值，“无穷深”意味着完全屏蔽了外表面的电磁场或电流。
若已知 {\displaystyle e^{*}=2{\mathit {e}}}，且 {\displaystyle m^{*}=2m}，则可以计算出金兹堡－朗道方程中各个系数的表达式。使用经验方程进行估计可知：
{\displaystyle |\psi |^{2}\propto 1-t^{4}\approx 4(1-t)}
{\displaystyle \alpha \propto {\frac {1-t^{2}}{1+t^{2}}}\approx (1-t)}
{\displaystyle \beta \propto {\frac {1}{(1+t^{2})^{2}}}\approx const}
其中 {\displaystyle t=T/T_{c}}。

## 相干长度与穿透深度
金兹堡-朗道方程预测了超导体中两个新的特征长度。
第一个叫做超导相干长度ξ。对于T > Tc (一般相)，相干长度由以下方程给出：
{\displaystyle \xi ={\sqrt {\frac {\hbar ^{2}}{2m|\alpha |}}}.}
对于 T < Tc (超导相)，相干长度由以下方程给出：
{\displaystyle \xi ={\sqrt {\frac {\hbar ^{2}}{4m|\alpha |}}}.}
第二个叫做穿透深度λ。这个概念最初是由伦敦兄弟在他们的伦敦理论中提出的。如果使用金兹堡-朗道模型中的参数来表示，穿透深度可以写作：
{\displaystyle \lambda ={\sqrt {\frac {m}{4\mu _{0}e^{2}\psi _{0}^{2}}}},}
其中ψ0 表示在没有电磁场的条件下序参量的平衡值。外加磁场在超导体中的指数衰减可以通过穿透深度来定义。通过计算超导电子密度恢复到其平衡值ψ0 时产生的微小扰动，我们可以确定这个指数衰减。磁场的指数衰减与高能物理中的希格斯机制是等价的。
朗道还定义了一个参数κ。κ = {\displaystyle \lambda }/{\displaystyle \xi } 现今被称为金兹堡-朗道参数。朗道提出，第一类超导体应满足 0<κ<1/{\displaystyle {\sqrt {2}}}，而第二类超导体应满足κ>1/{\displaystyle {\sqrt {2}}}。如此一来，金兹堡-朗道理论通过定义这两个长度，就表征了所有的超导体。

## 解析解
金兹堡-朗道方程可化为以下形式的非线性偏微分方程：
{\displaystyle {\frac {\partial u}{\partial t}}-a{\frac {\partial ^{2}u}{\partial x^{2}}}-bu+c|u|^{2}u=0}
其中{\displaystyle u(x,t)}是一个复值函数，且有{x∈ℝ, t≥0}；a和c为复常数，b∈ℝ。若假设a、b、c都是正实数，则金兹堡-朗道方程有下列行波解：
{\displaystyle sol[1]:=u=-(1/2)*b/{\sqrt {(}}c*b)+(1/2)*{\sqrt {(}}c*b)*tanh(_{C}1+(1/4)*{\sqrt {(}}2)*{\sqrt {(}}a*b)*x/a-(3/4)*b*t)/c}
{\displaystyle sol[2]:=u=-(1/2)*b/{\sqrt {(}}c*b)+(1/2)*{\sqrt {(}}c*b)*coth(_{C}1+(1/4)*{\sqrt {(}}2)*{\sqrt {(}}a*b)*x/a-(3/4)*b*t)/c}
{\displaystyle sol[3]:=u=-(1/2*I)*b/{\sqrt {(}}-c*b)-(1/2)*{\sqrt {(}}-c*b)*tan(_{C}1+(1/4)*{\sqrt {(}}-2*a*b)*x/a-(3/4*I)*b*t)/c}
{\displaystyle sol[4]:=u=-(1/2)*b/{\sqrt {(}}c*b)+(1/2)*{\sqrt {(}}c*b)*tanh(_{C}1+(1/4)*{\sqrt {(}}2)*{\sqrt {(}}a*b)*x/a-(3/4)*b*t)/c}
{\displaystyle sol[5]:={\frac {-{\sqrt {(}}3)*exp(-1-(1/4)*{\sqrt {(}}3)*x+(9/4)*t)}{(exp(1+(1/4)*{\sqrt {(}}3)*x-(9/4)*t)+exp(-1-(1/4)*{\sqrt {(}}3)*x+(9/4)*t))}}}

部分解析解的行为如下所示：

## 延伸阅读

### 超导理论相关
- 阿布里科索夫2003年的诺贝尔奖讲座：pdf （页面存档备份，存于） 或 视频 （页面存档备份，存于）
- 金兹堡2003年的诺贝尔奖讲座：pdf （页面存档备份，存于） 或 视频 （页面存档备份，存于）
- Neil W. Ashcroft; N. David Mermin.  (PDF) 27. repr. New York: Holt, Rinehart and Winston. 1977: 747  [2018-01-19]. ISBN 0030839939. （原始内容 (PDF)存档于2018-01-20）.
- Tinkham, Michael.  (PDF) 2nd ed. Mineola, NY: Dover Publications. 2004: 110  [2018-01-19]. ISBN 0486435032. （原始内容存档 (PDF)于2019-05-02）.
- A.A. Abrikosov; Beknazarov. . Amsterdam: North-Holland. 1988. ISBN 0444870946.

### 偏微分方程相关
1. 谷超豪 《孤立子理论中的达布变换及其几何应用》 上海科学技术出版社
2. 阎振亚著 《复杂非线性波的构造性理论及其应用》 科学出版社 2007年
3. 李志斌编著 《非线性数学物理方程的行波解》 科学出版社
4. 王东明著 《消去法及其应用》 科学出版社 2002
5. 何青 王丽芬编著 《Maple 教程》 科学出版社 2010 ISBN 9787030177445
6. Graham W. Griffiths William E.Shiesser Traveling Wave Analysis of Partial Differential p135 Equations Academy Press
7. Richard H. Enns George C. McCGuire, Nonlinear Physics Birkhauser,1997
8. Inna Shingareva, Carlos Lizárraga-Celaya,Solving Nonlinear Partial Differential Equations with Maple Springer.
9. Eryk Infeld and George Rowlands,Nonlinear Waves,Solitons and Chaos,Cambridge 2000
10. Saber Elaydi,An Introduction to Difference Equationns, Springer 2000
11. Dongming Wang, Elimination Practice,Imperial College Press 2004
12. David Betounes, Partial Differential Equations for Computational Science: With Maple and Vector Analysis Springer, 1998 ISBN 9780387983004
13. George Articolo Partial Differential Equations & Boundary Value Problems with Maple V Academic Press 1998 ISBN 9780120644759